# Milleria
Milleria là một chi thực vật có hoa trong họ Cúc.